# Carta de Georgia

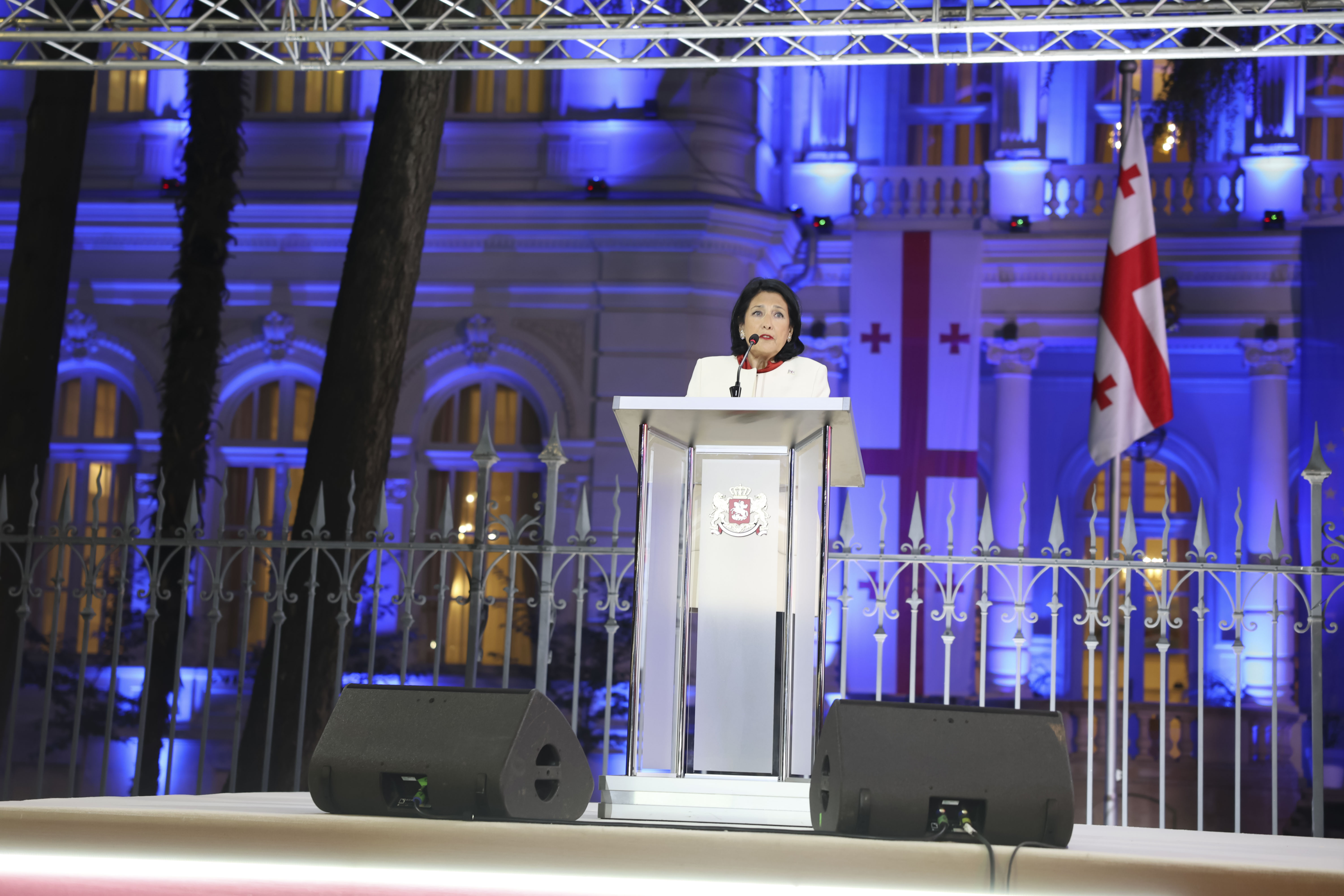
La presidenta Salomé Zurabishvili presentando la carta de Georgia el día de la Independencia.

La carta de Georgia (en georgiano: ქართული ქარტია) fue un plan de acción presentado por la presidenta de Georgia, Salomé Zurabishvili, el 26 de mayor de 2024 en respuesta a las protestas contra el proyecto de ley sobre agentes extranjeros en 2023-2024. El objetivo de la carta es unir a la oposición pro-occidental  como contrapeso al gobierno euroescéptico de Sueño Georgiano en las elecciones parlamentarias del 26 de octubre de 2024. Salomé Zourabichvili anunció la "Carta de Georgia" el 26 de mayo, el Día de la Independencia de Georgia.
Este pacto es firmado por los representantes del Movimiento Nacional Unido, Constructor de Estrategia, Ajali, Lelo, Georgia Europea, Girchi-Más Libertad, Droa, Ciudadanos, Para Georgia, Para la Gente, el Partido Republicano, el Partido Verde, Por la Justicia, Demócratas Europeos, Ley y Justicia, Tavisupleba, Estado para la Gente y el Partido Nacional Democrático, así como 5 diputados independientes.

## Historia
La carta de Georgia tiene por objeto establecer un parlamento temporal después de las elecciones de octubre, que celebrará una sola sesión para tomar decisiones cruciales para que el país vuelva a la senda de la integración euroatlántica, seguida de elecciones parlamentarias anticipadas en condiciones libres y justas. Un componente clave de la Carta es que el gobierno responsable de implementar este plan de acción será designado por la presidenta de Georgia.
Zourabichvili se negó a especular sobre posibles candidatos a primer ministro o candidatos electorales, y enfatizó la necesidad de centrarse en la implementación de reformas en lugar de en puestos de liderazgo. Cuando se le preguntó quién garantizaría el cumplimiento de las promesas de la Carta, la Presidenta afirmó que ella, junto con el pueblo georgiano, desempeñaría un papel crucial en la rendición de cuentas de los partidos. Al hablar de las reformas, la presidenta destacó la necesidad de una reforma judicial, condenó el actual "gobierno de los clanes" y criticó la reciente suspensión por parte del tribunal de su autoridad para nombrar a un miembro del Consejo Superior de Justicia, afirmando que la influencia del gobierno por parte de este clan es tan fuerte que se ha convertido en su "rehén".

Salomé Zurabishvili, en uno de sus discursos, dijo:
"¡Unidad sin unificación! Una unidad centrada únicamente en esta Carta y su implementación: esa es la unidad en torno al futuro europeo. El consenso sobre esta Carta no requiere ni implica una lista electoral única ni ninguna otra alianza política obligatoria. Los partidos políticos deben determinar sus propias tácticas y estrategias electorales una vez que hayan firmado la Carta; ese asunto no es mío".
La presidenta cree que las elecciones parlamentarias de octubre deberían decidir "no por quién votamos, sino por qué votamos". Afirmó que las próximas elecciones de 2024 servirán como un referéndum de facto sobre si Georgia quiere ser parte de Europa o no.
La carta de Georgia ha recibido algunas críticas por su falta de reformas integrales en materia de autogobierno, que muchos consideran cruciales para descentralizar el poder y empoderar a las autoridades locales. Además, ha habido una gran preocupación por la vaguedad de la carta en lo que respecta al proceso de selección del parlamento temporal. Debido a estas cuestiones, los partidos de oposición Para Georgia y Girchi inicialmente se negaron a firmar la carta, aunque expresaron su apoyo a sus principios y objetivos generales. Sin embargo, Por Georgia posteriormente revirtió su decisión y firmó la carta.

## Contenido
La carta de Georgia describe las principales demandas de la población prooccidental de Georgia. En esencia, el documento tiene como objetivo implementar pasos cruciales vitales para la integración de Georgia en la UE. Estos pasos, respaldados por los firmantes de la carta, están en consonancia con el noveno punto de las recomendaciones emitidas a Georgia por el Consejo Europeo al otorgarle al país el estatus de candidato a la membresía en la Unión Europea el 14 de diciembre de 2023.
Según el informe de la Comisión Europea, Georgia debe cumplir nueve recomendaciones para iniciar las negociaciones de adhesión a la UE, entre ellas combatir la desinformación, mejorar la adhesión a la política exterior de la UE, abordar la polarización política mediante un trabajo legislativo inclusivo, garantizar elecciones justas para 2024 con el cumplimiento de la OSCE, asegurar la independencia institucional de los organismos clave, completar las reformas judiciales y anticorrupción según las directrices de la Comisión de Venecia, avanzar en la desoligarquización y mejorar la protección de los derechos humanos mediante estrategias integrales y el compromiso con la sociedad civil.
Los pasos descritos en la Carta de Georgia son los siguientes:

### Paso I: Abolición de las leyes perjudiciales para el rumbo europeo del país
- Derogar las leyes que contradicen las normas europeas, incluida la ley de "Transparencia de la Influencia Extranjera" y las enmiendas al código electoral.
- Amnistía para los participantes en casos de motivación política de las protestas de 2024.

### Paso II: Liberar el sistema de justicia y restablecer la confianza
- Verificar la integridad de los jueces e investigar el origen indocumentado de la propiedad para eliminar el dominio de cárteles.
- Revisar las decisiones judiciales con motivación política y reformar el Corte Superior de Justicia para garantizar la independencia y la transparencia.
- Implementar digitalización de la justicia para prevenir la influencia política y mejorar el papel del tribunal del jurado.

### Paso III: Otras reformas prioritarias
- Reformar la Fiscalía, elegir al Fiscal General con un alto quórum y fortalecer el Consejo Fiscal.

- Llevar a cabo reformas fundamentales en el Servicio de Seguridad del Estado (SSSG) y el Ministerio del Interior (MIA) para establecer la supervisión parlamentaria y prevenir la influencia política.
- Mejorar la independencia del Servicio de Investigación Especial y la Oficina Anticorrupción.

### Paso IV: Mejorar el sistema electoral
- Mejorar las condiciones para unas elecciones libres y justas reformando la Comisión Electoral Central, reduciendo las barreras electorales y permitiendo la participación de los bloques electorales y de la diáspora.

### Paso V: Crear una nueva realidad política
- Comprometerse a cumplir estos pasos antes de que finalice la primera sesión de primavera tras las elecciones del 26 de octubre de 2024.
- Prepararse para las elecciones parlamentarias anticipadas tras completar las reformas descritas, con un gobierno nominado por el Presidente de Georgia.